# Cayuela
Cayuela ist ein Ort eine Gemeinde (municipio) mit 189 Einwohnern (Stand: 2024) in der Provinz Burgos in der nordspanischen Autonomen Gemeinschaft Kastilien-León.

## Lage und Klima
Cayuela liegt am Río Ausin in der kastilischen Hochebene (meseta) in einer Höhe von etwa 820  und ist etwa 14 km (Fahrtstrecke) in südwestlicher Richtung von der Stadt Burgos entfernt. Die Nachbarorte Arcos de la Llana und Villariezo liegen nur etwa 5 bzw. 7 km östlich. Der sehenswerte Ort Cavia liegt etwa 3 km nordwestlich an der Mündung des Río Ausín in den Río Arlanzón. Das Klima ist gemäßigt bis warm; Regen (ca. 575 mm/Jahr) fällt übers Jahr verteilt.

## Bevölkerungsentwicklung
| Jahr      | 1857 | 1900 | 1950 | 2000 | 2017 |
| Einwohner | 335  | 244  | 306  | 118  | 177  |

Die Mechanisierung der Landwirtschaft und die Aufgabe bäuerlicher Kleinbetriebe haben seit den 1950er Jahren zu einem Mangel an Arbeitsplätzen und in der Folge zu einer Abwanderung eines Großteils der Bevölkerung in die Städte geführt (Landflucht). Wegen der Nähe zur Stadt Burgos ist der Einwohnerschwund in den letzten Jahren des 20. Jahrhunderts jedoch zum Stillstand gekommen.

## Wirtschaft
Die Region ist seit Jahrhunderten ganz wesentlich von der Landwirtschaft geprägt, wobei die Selbstversorgung im Vordergrund stand. Haltbare oder haltbar gemachte Lebensmittel wie Getreide, Käse, Wurst etc. konnten auf den Märkten in Burgos getauscht oder verkauft werden.

## Geschichte
Erste Spuren der Anwesenheit von Menschen lassen sich bis in die Bronzezeit zurückführen. Römische und westgotische Spuren fehlen. Nach der Eroberung der Mitte Spaniens durch den Islam war die Gegend jahrhundertelang weitgehend verlassen und wurde erst ab dem ausgehenden 9. Jahrhundert wiederbesiedelt (repoblación). In Urkunden des 11. Jahrhunderts wird Cayuela erstmals erwähnt. Wie die Orte in der Umgebung dürfte Cayula im 12. Jahrhundert zum Kloster San Pedro de Cardeña, später dann zur Grundherrschaft des Erzbistums Burgos gehört haben – genaue Angaben fehlen jedoch.

## Sehenswürdigkeiten
- Die einschiffige Pfarrkirche San Esteban stammt aus dem 13. Jahrhundert. Die Archivolten ihres spätromanischen bzw. frühgotischen Portals sind in der Mitte kaum merklich angespitzt. Ein wuchtiger Glockenturm ist – auch aus statischen Gründen – an die Nordostseite der Kirche angebaut; zusätzlich erhebt sich über der Westfassade ein später hinzugefügter einfacher Glockengiebel (espadaña). Die Apsis ist im Gegensatz zum übrigen Bau aus exakt behauenen Steinen gefügt und hat einen – teilweise figürlichen – Konsolenfries unterhalb der Traufe. Dieser zieht sich – allerdings weniger aufwendig gestaltet – auch entlang der seitlichen Dachtraufen. Das Innere der Kirche hat ein später eingebautes gotisches Rippengewölbe und beherbergt neben einem barocken Altarretabel einen außergewöhnlich schönen romanischen Taufstein (pila bautismal) mit Apostelfiguren innerhalb von Arkadenbögen – darunter sind auch Petrus (erkennbar an den Schlüsseln) und Paulus (erkennbar an der Halbglatze); daneben finden sich auch Löwen und Greifen. Ein aufwendig gearbeitetes Flechtband schließt das aus einem Stein gearbeitete Becken nach oben ab. Das Innere des Taufbeckens ist in Form einer vielfach gerippten Muschel gearbeitet.